# Whip en chef du Parti conservateur
Le Whip en chef du Parti Conservateur (anglais : Chief Whip of the Conservative Party) est responsable de l'administration du système Whip du parti, qui veille à ce que les membres assistent et votent au parlement lorsque la direction du parti requiert un vote à la majorité. Deux Whips sont nommés dans le parti, un pour la Chambre des Communes et un autre pour la Chambre des Lords aident également à organiser la contribution de leur parti aux travaux parlementaires. À certaines occasions, la direction du parti peut autoriser les parlementaires à voter librement en se basant sur leur conscience personnelle plutôt que sur la politique de leur parti, pour laquelle le whip en chef n'est pas tenu de diriger les votes.
Voici une liste des personnes qui ont occupé le poste de whip en chef du parti conservateur au Parlement du Royaume-Uni.

## Chambre des Communes
| Année             | Nom                          | Circonscription                         |
| ----------------- | ---------------------------- | --------------------------------------- |
| circa 1802        | William Holmes               | Haslemere                               |
| 1835              | Sir George Clerk             | Midlothian (Edinburghshire)             |
| 1837              | Sir Thomas Francis Fremantle | Buckingham                              |
| 1844              | Sir John Young               | Cavan                                   |
| 1846              | William Beresford            | Harwich                                 |
| 1850              | Forbes Mackenzie             | Peeblesshire                            |
| 1853              | Sir William Jolliffe         | Petersfield                             |
| 1859              | Colonel Thomas Edward Taylor | Dublin County                           |
| 1868              | Gerard Noel                  | Rutland                                 |
| 1873              | Colonel Thomas Edward Taylor | Dublin County                           |
| 1874              | Sir William Hart Dyke        | Mid Kent                                |
| 1880              | Rowland Winn                 | North Lincolnshire                      |
| 1885              | Aretas Akers-Douglas         | St Augustine's                          |
| 1895              | Sir William Hood Walrond     | Tiverton                                |
| 1902              | Sir Alexander Acland Hood    | Wellington                              |
| 1911              | Lord Balcarres               | Chorley                                 |
| 1913              | Lord Edmund Talbot           | Chichester                              |
| 1921              | Leslie Wilson                | Reading                                 |
| 1923              | Bolton Eyres-Monsell         | Evesham                                 |
| 1931              | David Margesson              | Rugby                                   |
| 1941              | James Stuart                 | Moray and Nairn                         |
| 1948              | Patrick Buchan-Hepburn       | East Toxteth                            |
| 1955              | Edward Heath                 | Bexley                                  |
| 1959              | Martin Redmayne              | Rushcliffe                              |
| 1964              | William Whitelaw             | Penrith and The Border                  |
| 1970              | Francis Pym                  | Cambridgeshire                          |
| 1973              | Humphrey Atkins              | Spelthorne                              |
| 1979              | Michael Jopling              | Westmorland                             |
| 1983              | John Wakeham                 | Colchester and Maldon                   |
| 1987              | David Waddington             | Ribble Valley                           |
| 1989              | Timothy Renton               | Mid Sussex                              |
| 1990              | Richard Ryder                | Mid Norfolk                             |
| 1994              | Alastair Goodlad             | Eddisbury                               |
| 1997              | James Arbuthnot              | North East Hampshire                    |
| 2001              | David Maclean                | Penrith and The Border                  |
| 2005              | Patrick McLoughlin           | West Derbyshire                         |
| 2012 (septembre)  | Andrew Mitchell              | Sutton Coldfield                        |
| 2012 (octobre)    | Sir George Young             | North West Hampshire                    |
| 2014              | Michael Gove                 | Surrey Heath                            |
| 2015              | Mark Harper                  | Forest of Dean                          |
| 2016–17           | Gavin Williamson             | South Staffordshire                     |
| 2017–2019         | Julian Smith                 | Skipton and Ripon                       |
| 2019–2022         | Mark Spencer                 | Sherwood                                |
| 2022 (fév.-sept.) | Chris Heaton-Harris          | Daventry                                |
| 2022 (sept.-oct.) | Wendy Morton                 | Aldridge-Brownhills                     |
| 2022              | Simon Hart                   | Carmarthen West and South Pembrokeshire |
| 2024              | Stuart Andrew                | Daventry                                |

## Chambre des Lords
| Année      | Nom                          |
| ---------- | ---------------------------- |
| avant 1852 | Comte Nelson                 |
| 1852       | Lord Colville de Culross     |
| c.1870     | Lord Skelmersdale            |
| 1885       | Comte de Kintore             |
| 1889       | Comte de Limerick            |
| 1896       | Comte Waldegrave             |
| 1911       | Duc de Devonshire            |
| 1916       | Lord Hylton                  |
| 1922       | Comte de Clarendon           |
| 1925       | Comte de Plymouth            |
| 1929       | Commte de Lucan              |
| 1940       | Lord Templemore              |
| 1945       | Comte Fortescue              |
| 1957       | Comte St Aldwyn              |
| 1977       | Lord Denham                  |
| 1991       | Lord Hesketh                 |
| 1993       | Vicomte Ullswater            |
| 1994       | Lord Strathclyde             |
| 1998       | Lord Henley                  |
| 2001       | Lord Cope de Berkeley        |
| 2007       | Lady Anelay de St Johns      |
| 2014       | Lord Taylor de Holbeach      |
| 2019       | Lord Ashton de Hyde          |
| 2022       | Baronne Williams de Trafford |

## Sources
- Chris Cook and Brendan Keith, British Historical Facts 1830-1900, Macmillan, 1975, pp. 92–93.
- David Butler and Gareth Butler, Twentieth-Century British Historical Facts 1900-2000, Macmillan, 2000.